# 拉瑪戲院

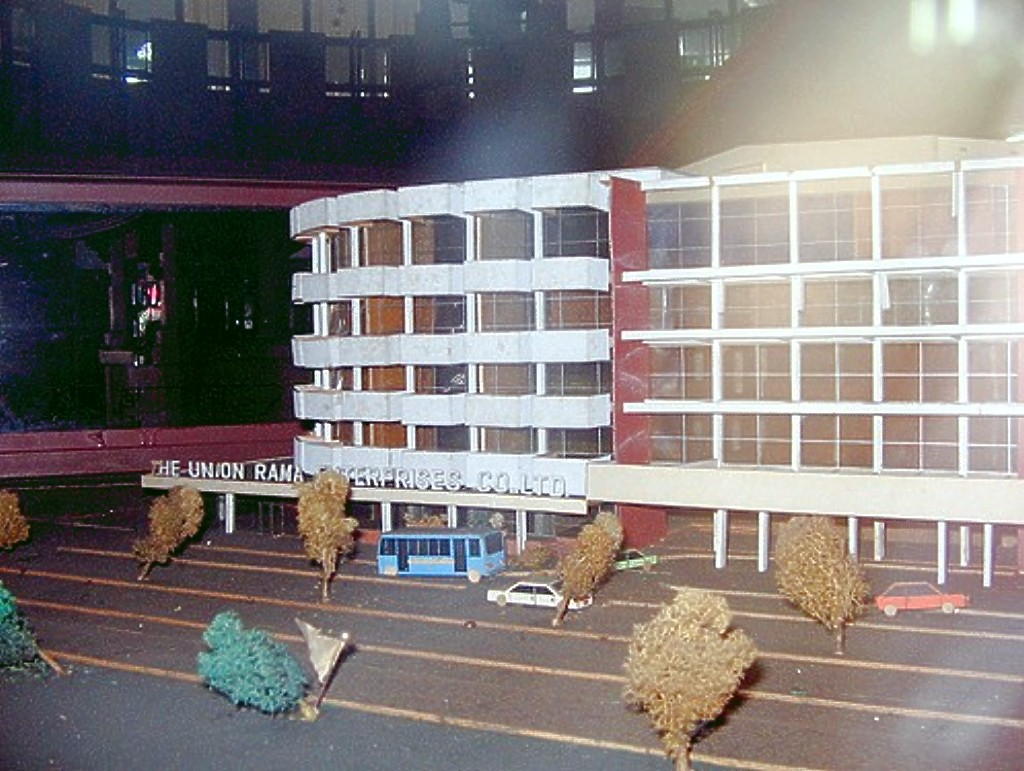
拍喃四路的拉瑪戲院大廈的模型沙盤

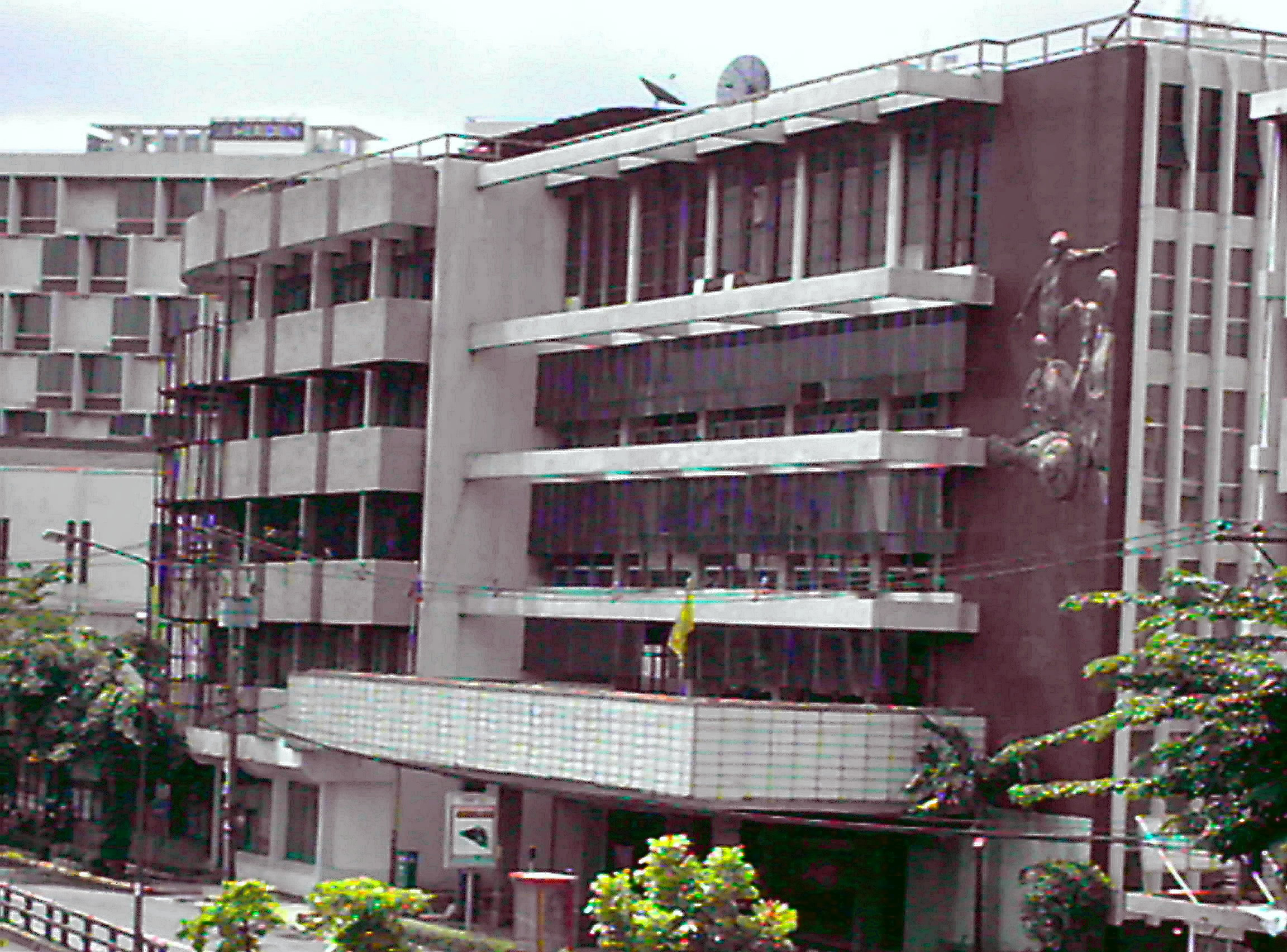
拍喃四路的拉瑪戲院大廈

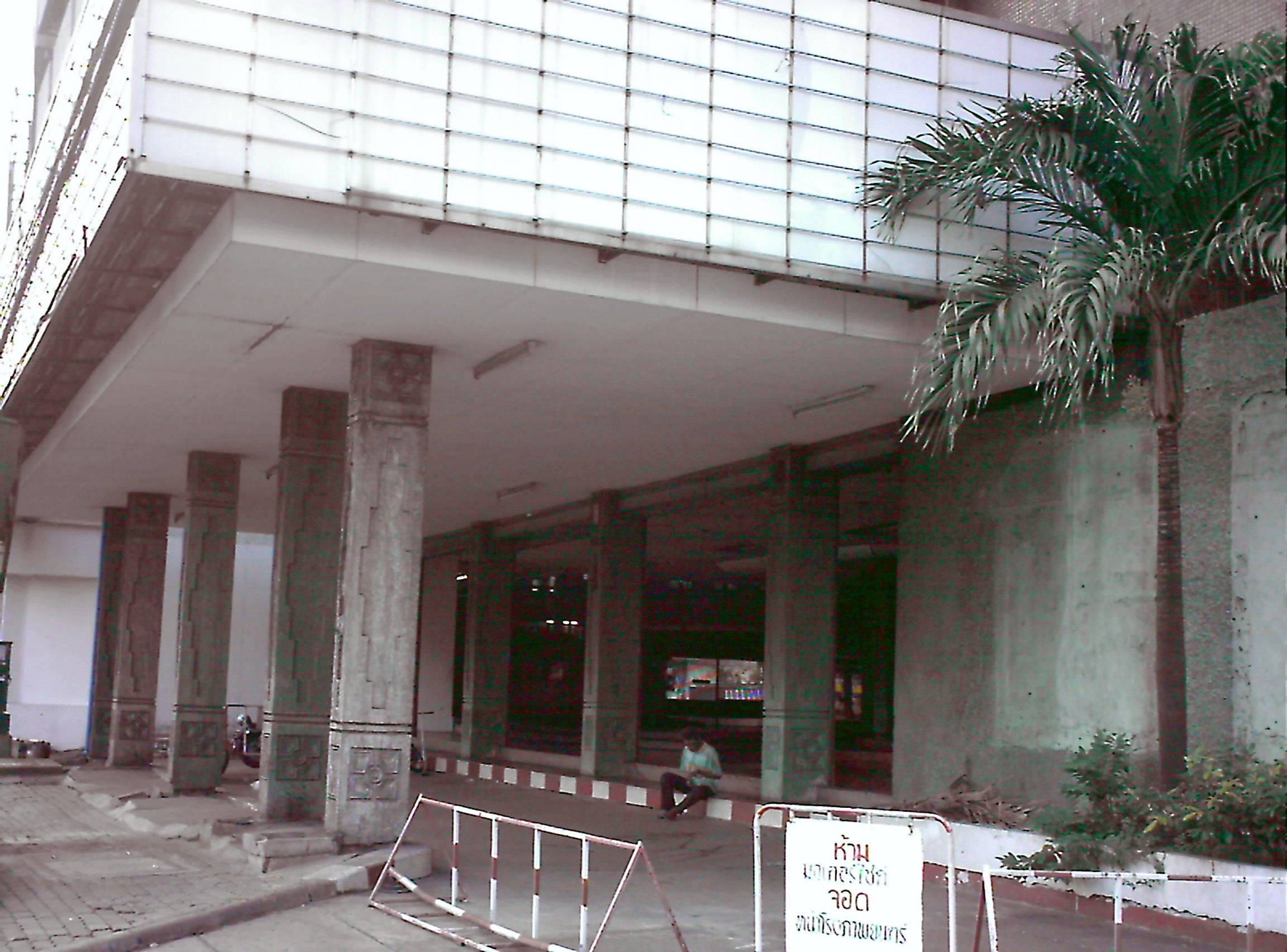
側望拍喃四路的拉瑪戲院之大門

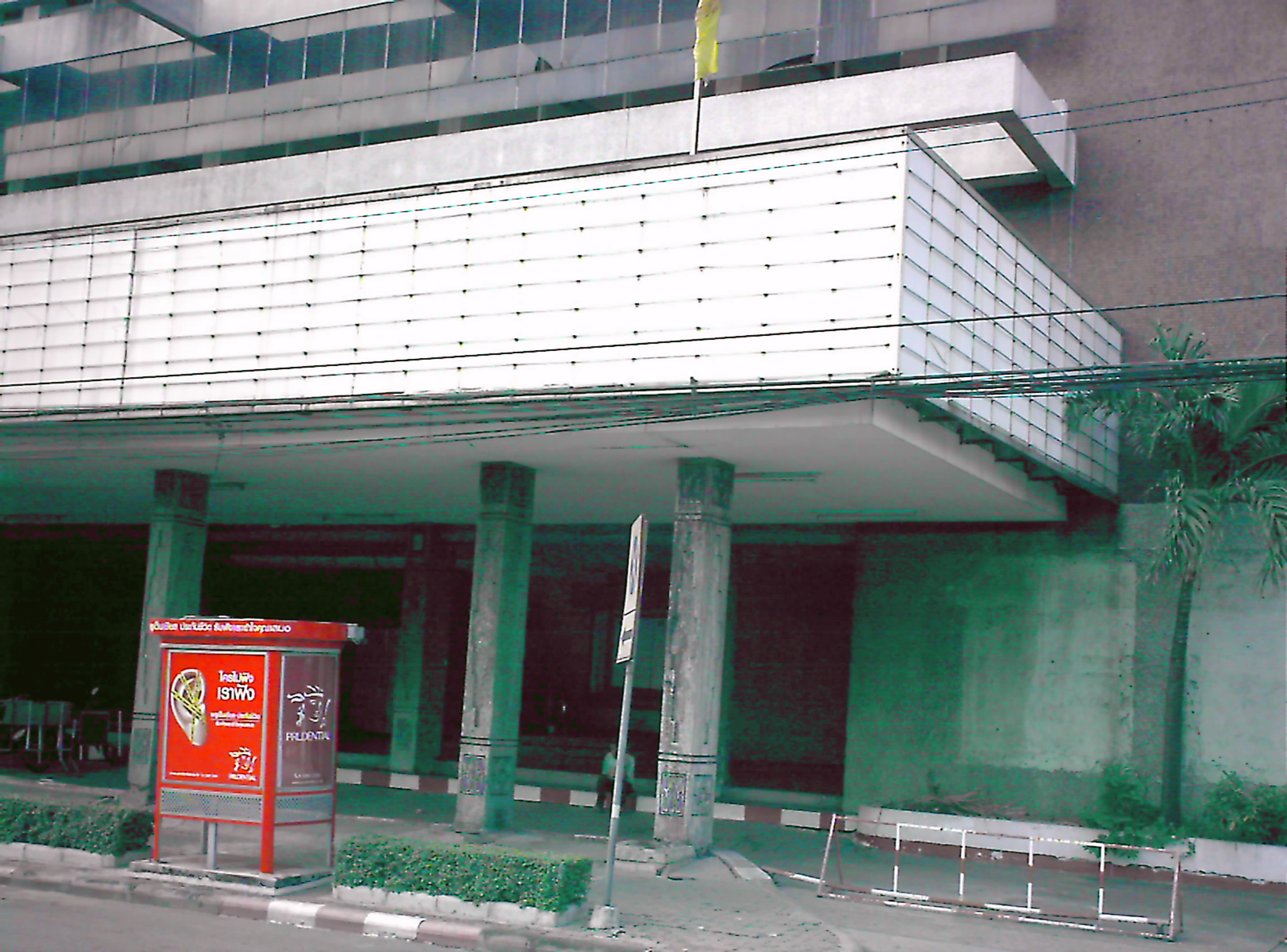
遠眺拍喃四路的拉瑪戲院之大門

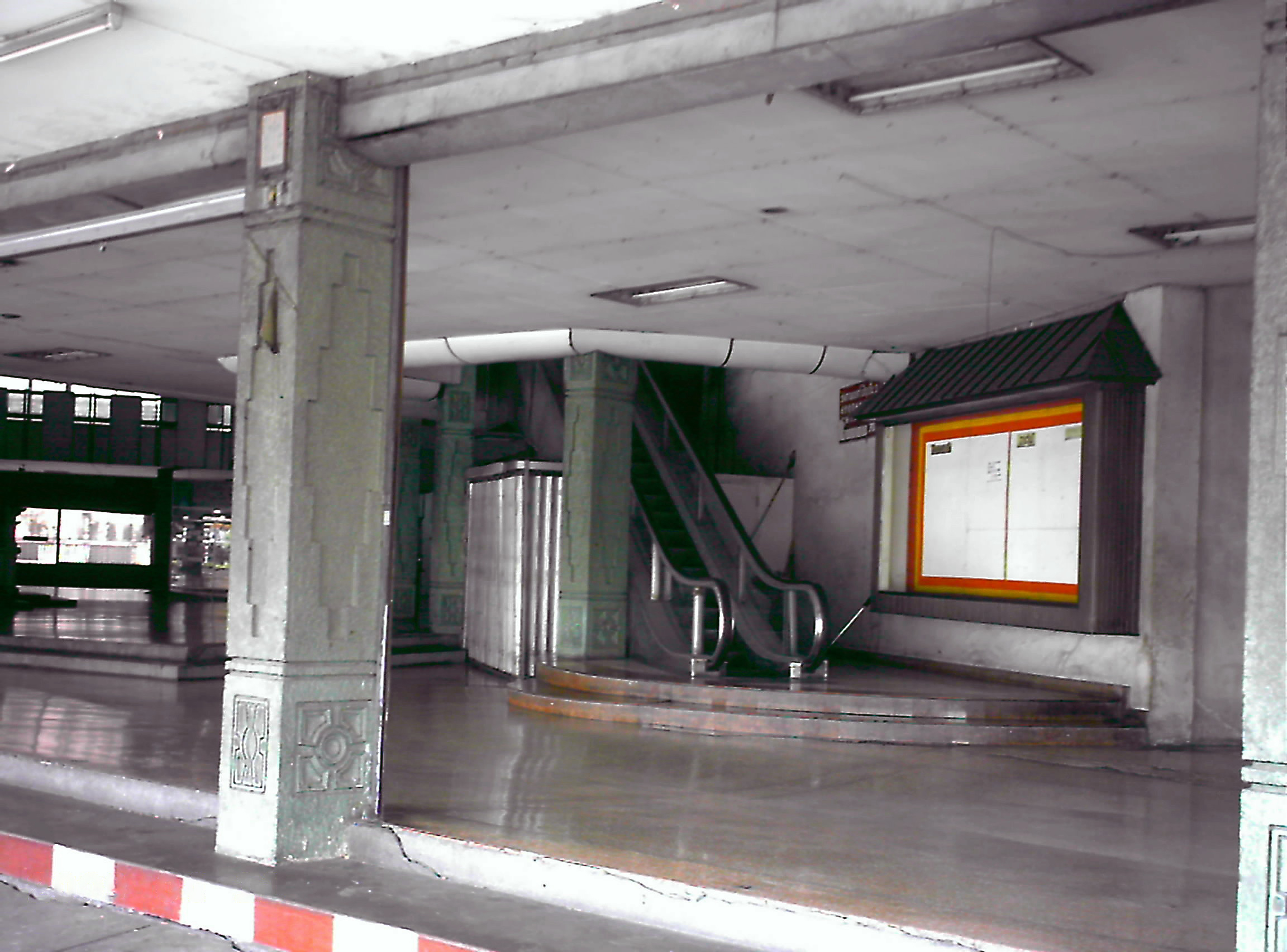
拍喃四路的拉瑪戲院之大堂

拉瑪戲院(英文：Rama Theatre)位於泰國的首都曼谷之挽叻縣的拍喃四路 660號，郵政區號：10500，鄰近四丕耶路。它由The Union Rama Enterprises Co. Ltd. 在20世紀的40年代投資興建。
- 在20世紀的60年代放映原片發音的香港或中華民國的臺灣省出產的國語及粵語電影 ；
- 在20世紀的90年代，拉瑪戲院的三樓曾為「泰國華文作家協會」；
- 地庫曾經為《拉瑪保齡球場》；
- 一些由泰國華僑經營的旅行社亦在拉瑪戲院作營業處。
  - 友誼旅行社
- 在1999年3月結束放映。

## 外部連結
- 拉瑪戲院的照片冊 (英文)
- 在2009年4月拍攝的拉瑪戲院之影像 （页面存档备份，存于）